# Elme-Marie Caro
Pour les articles homonymes, voir Caro.
Elme-Marie Caro, né le 4 mars 1826 à Poitiers et mort le 13 juillet 1887 à Paris, est un philosophe spiritualiste et critique littéraire français.

## Biographie

### Jeunesse et famille
Son père, professeur de philosophie, lui fait donner une excellente éducation au collège Stanislas (Paris) de 1838 à 1845, où il est le second élève à recevoir un prix d'honneur au concours général de philosophie, en 1845. Il intègre ensuite l'École normale supérieure et il est reçu troisième à l'agrégation de philosophie en 1848.
Le 9 août 1852, il soutient ses deux thèses de doctorat ès lettres à la Faculté de Paris. La première, en français, s'intéresse au philosophe Saint Martin. La deuxième, en latin, se penche sur l'auteur Sénèque, sur ce que ce dernier pensait de la vie heureuse. 
En 1852, alors professeur de philosophie au lycée de Rennes, il épouse à La Roche-sur-Yon Pauline Caro (1828-1901), future femme de lettres, auteure du Péché de Madeleine et d'autres romans devenus célèbres. En 1853, le couple a une fille, Thérèse, qui épouse en 1873 l'essayiste et traducteur Jean Bourdeau (1848-1928). Elle meurt trois ans plus tard.

### Carrière
Il est professeur de philosophie dans plusieurs lycées de province de 1848 à 1852 et il devient docteur ès lettres en 1852. Il obtient un poste de maître de conférences à l'École normale de la rue d'Ulm en 1858. Il est nommé inspecteur de l'Académie de Paris en 1861 et professeur de philosophie à la Sorbonne en 1864. Il collabore à La France, au Journal des savants, au Journal de l'instruction publique, à La Revue contemporaine, à la Revue des Deux Mondes et à la Revue européenne
Il est élu membre de l'Académie des sciences morales et politiques en 1869 et de l'Académie française en 1874. Ses ouvrages traitent principalement de la défense du christianisme contre le positivisme.
On lui doit en 1852 le premier ouvrage analytique sur la doctrine de Louis-Claude de Saint-Martin. La philosophie de Victor Cousin l'a beaucoup influencé, mais sa force réside dans les qualités d'exposition et de critique plutôt que dans l'originalité de la pensée. Il est officier de la Légion d'honneur.
Il meurt en 1887 à Paris et est inhumé au cimetière du Montparnasse (division 29), aux côtés de sa fille.

## Publications
- Quid de beata vita senserit Seneca (1852)
- Du mysticisme au XVIIIe siècle : essai sur la vie et la doctrine de Saint-Martin, le philosophe inconnu (1852). Réédition : Slatkine, Genève, 1975.
- Saint Dominique et les Dominicains (1853)
- Études morales sur le temps présent (1855) Texte en ligne

Comprend des études sur Stendhal, Heine, William Channing, Jean Reynaud, Auguste Comte.
- L'Idée de Dieu et ses nouveaux critiques (1864) Texte en ligne

- Prix Montyon de l’Académie française en 1865
Comprend : Les Origines de la philosophie nouvelle. L’École critique, M. Renan. La Renaissance du naturalisme, M. Taine, Le Dieu de l’idéalisme, le système de M. Vacherot. Les Doctrines récentes de la vie future. Le Spiritualisme et ses adversaires.
- La Philosophie de Gœthe (1866) Texte en ligne

- Prix Bordin de l’Académie française en 1867
- Le Matérialisme et la science  (1867) Texte en ligne
- Nouvelles études morales sur le temps présent (1869) Texte en ligne

Comprend : Du suicide dans ses rapports avec la civilisation. L’Hygiène morale. La direction des âmes au XVIIe siècle. Lamennais et Henri Heine d’après leur correspondance. Les mœurs littéraires au temps présent.
- Les Jours d'épreuve (1872) Texte en ligne
- Problèmes de morale sociale (1876) Texte en ligne

Comprend : Problèmes de morale sociale. La Morale indépendante. Les Théories contemporaines sur le Droit naturel. Le Droit de punir. La Question du progrès. La Destinée humaine d’après les nouvelles écoles scientifiques.
- Le Pessimisme au XIXe siècle : Léopardi - Schopenhauer - Hartmann (1878) Texte en ligne
- La Fin du XVIIIe siècle, études et portraits (2 volumes, 1880) Texte en ligne 1 2
- M. Littré et le positivisme (1883)
- George Sand (1887) Texte en ligne
- Mélanges et portraits (2 volumes, 1888)
- Philosophie et philosophes (1888)
- Poètes et romanciers (1888)
- Variétés littéraires (1889) Texte en ligne